# Диггерство

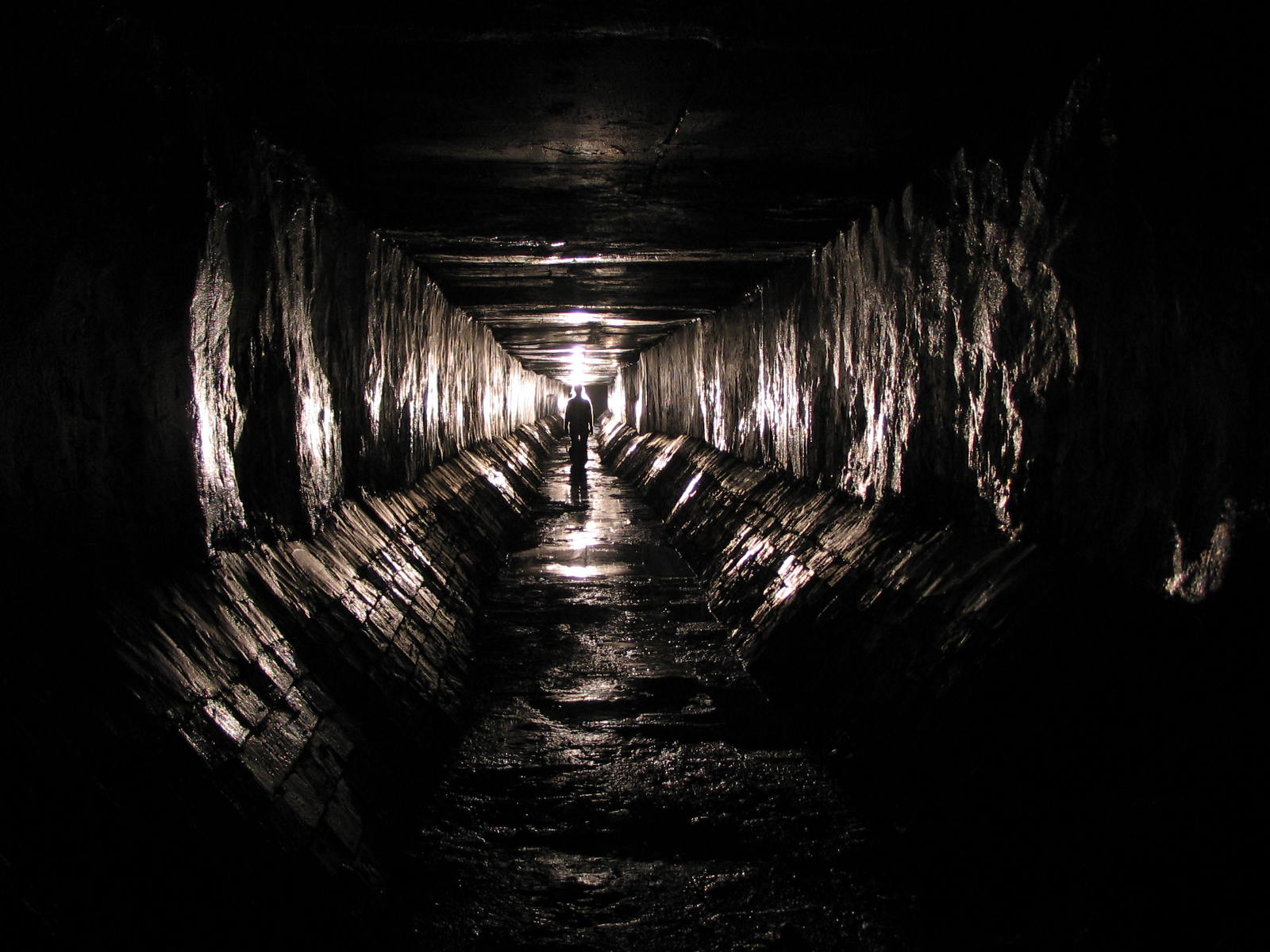
Диггер в строящемся канализационном коллекторе

Ди́ггерство (от англ. digger — копатель) — исследование подземных убежищ и других подземных объектов. Людей, занимающихся диггерством, называют ди́ггерами. Несмотря на происхождение от английского digger, термин широко употребляется лишь русскоговорящими представителями субкультуры, а также в странах бывшего СССР. Основоположником диггерского движения в России самими диггерами считается советский спелеолог Игнатий Стеллецкий.

## Происхождение термина
По одной из версий, идея использования слова «диггер» в качестве определения увлечения принадлежит лидеру международного и российского движения диггеров, руководителю аварийно-спасательного отряда «Диггер-спас», Вадиму Михайлову. Как утверждает Михайлов, вечером, после одного из своих первых спусков под землю, он с товарищами искал в словарях термин, которым можно было бы обозначить данное увлечение. Выбор остановился на слове «диггер», обозначающем социально-политическое движение, возникшее в середине XVII века в Англии. Но, как объясняет сам Вадим Михайлов, данный выбор обусловлен не тем, что английские диггеры являются историческими предшественниками современных диггеров, а значением слова «to dig» — копать, то есть погружаться в глубь земли, в подземные сооружения.

## Структура
Диггеров интересуют практически все подземные сооружения — в том числе бомбоубежища, бункеры и станции-призраки метро. Особый интерес диггеры проявляют к предположительно существующей в Москве подземной системе транспорта Метро-2.

## Анонимность диггеров
В группах российских диггеров (в отличие от иностранных) есть традиция «замыливать» или закрашивать свои лица на фотографиях (что обычно бесполезно, потому что все друг друга знают) с целью того, чтобы полиция или спецслужбы не использовали их портреты в своих целях.

## Юридические аспекты
В соответствии с частью 2 статьи 20.17 КоАП РФ: Самовольное проникновение на подземный или подводный объект, охраняемый в соответствии с законодательством РФ, если это действие не содержит признаков уголовно наказуемого деяния влечёт наложение административного штрафа в размере от 75 000 до 200 000 рублей.
В декабре 2015 была введена новая «антидиггерская» статья 215.4 УК РФ «Незаконное проникновение на охраняемый объект», предусматривающие наказание за неоднократное нарушение, до 4 лет лишения свободы (в зависимости от пункта статьи). Также в декабре 2016 года диггер был приговорён к 5 годам лишения свободы по статье 283.1 УК РФ «Незаконное получение сведений, составляющих государственную тайну».

## Несчастные случаи
Исследование городских подземных сооружений сопряжено со значительной опасностью, так как данные сооружения в большинстве случаев не предназначены для пребывания в них людей без специального оборудования и средств защиты и знаний индивидуальной для каждого сооружения техники безопасности. Наибольшую известность получили несколько случаев с летальным исходом.
11 декабря 1999 г., Москва — при попытке провести съёмки в магистральном канализационном коллекторе на ул. Миклухо-Маклая погиб телеоператор Максим Очеретин, находящийся с ним режиссёр телекомпании ВИД Александр Куприн получил серьёзные травмы.
14 июня 2008 г., Киев — четверо диггеров спустились в коллектор р. Клов. Из-за внезапно начавшегося ливня коллектор начал быстро заполняться водой. Двое диггеров успели выбраться, двое других — погибли.
3 февраля 2011 г., Москва — на ст.м. Павелецкая в одном из служебных помещений при плановом осмотре обнаружено мумифицированное тело диггера, которое пролежало там около 2-х месяцев. Предположительно, проникнув в данное помещение, диггер захлопнул за собой дверь и не смог открыть её изнутри.
13 июня 2016 г., Москва — двое диггеров 20 лет спустились в подземный водосточный коллектор на Озёрной улице. По неустановленным причинам, тело одного из них позже было обнаружено в р. Раменке.
27 июля 2019 г., Санкт-Петербург — петербургский диггер Алексей Кулаков (MegaVolt) и видеоблоггер Павел Шпунтенков (Road to film) в ночь на 27 июля спустились в магистральный канализационный коллектор на набережной реки Карповки, чтобы снять новое видео для блога. Утром их тела были обнаружены на дне открытого колодца. Предположительно, они задохнулись из-за скопившихся в колодце газов.
2 февраля 2020 г., Кривой Рог — поздно вечером группа из пяти человек отправилась в заброшенную шахту на улице Лётчиков, чтобы снять видео для блога. С помощью альпинистского снаряжения двое из них начали спуск в шахту по вентиляционному стволу. По неизвестным причинам они сорвались и упали. Были вызваны спасатели. Около 3:45 ночи их тела были обнаружены на глубине 550 метров.
20 августа 2023 г., Москва — несмотря на неблагоприятный прогноз погоды группа из восьми человек (диггера-гида и семи экскурсантов) отправилась на экскурсию по коллекторам подземной реки Неглинки. Все они погибли, когда начался сильный ливень и коллектор затопило сточными водами.